# Gathynia albibasis
Gathynia albibasis är en fjärilsart som beskrevs av W. Warren 1896. Gathynia albibasis ingår i släktet Gathynia och familjen Uraniidae. Inga underarter finns listade i Catalogue of Life.